# Poipu
Poipu – jednostka osadnicza w Stanach Zjednoczonych, w hrabstwie Kauaʻi.